# Saint-Sulpice-en-Pareds
Saint-Sulpice-en-Pareds är en kommun i departementet Vendée i regionen Pays de la Loire i västra Frankrike. Kommunen ligger i kantonen La Châtaigneraie som tillhör arrondissementet Fontenay-le-Comte. År 2021 hade Saint-Sulpice-en-Pareds 435 invånare.

## Befolkningsutveckling
Antalet invånare i kommunen Saint-Sulpice-en-Pareds
| Referens: INSEE |